# Beat (King Crimson)
| Recensione | Giudizio    |
| ---------- | ----------- |
| AllMusic   |             |
| Ondarock   | Consigliato |

Beat è il nono album in studio del gruppo musicale britannico King Crimson, pubblicato il 18 giugno 1982 dalla E.G. Records.

## Descrizione
Secondo quanto riportato dal Trouser Press Record Guide, buona parte dell'album è incentrata sul venticinquennale della pubblicazione del romanzo Sulla strada di Jack Kerouac. Il disco – l'unico nell'intera storia dei King Crimson a non avere propriamente una title track – deve il titolo proprio all'influenza di Kerouac e degli altri scrittori della Beat Generation. Nel brano d'apertura Neal and Jack and Me, Jack è lo stesso Kerouac mentre Neal è riferito a Neal Cassady. Sartori in Tangier deve il titolo al romanzo Satori a Parigi e la città di Tangeri in Marocco è il luogo dove molti scrittori beat risiedevano, lontani dalla loro patria. The Howler si riferisce infine al poema Urlo di Allen Ginsberg.

## Tracce
Testi di Adrian Belew (eccetto dove indicato), musiche dei King Crimson.
Lato A
1. Neal and Jack and Me – 4:21
2. Heartbeat – 3:54
3. Sartori in Tangier – 3:35
4. Waiting Man – 4:22

Lato B
1. Neurotica – 4:47
2. Two Hands – 3:22 (testo: Margaret Belew)
3. The Howler – 4:10
4. Requiem – 6:30

## Formazione
- Adrian Belew – chitarra, voce principale
- Robert Fripp – chitarra, organo, Frippertronics
- Tony Levin – Chapman Stick, basso, voce di supporto
- Bill Bruford – batteria